# Apedina
Apedina is een geslacht van rechtvleugeligen uit de familie krekels (Gryllidae). De wetenschappelijke naam van dit geslacht is voor het eerst geldig gepubliceerd in 1983 door Daniel Otte en Richard D. Alexander.

## Soorten
Het geslacht Apedina omvat de volgende soorten:
- Apedina ilari Otte & Alexander, 1983
- Apedina mantunginea Otte & Alexander, 1983
- Apedina tarcoolina Otte & Alexander, 1983
- Apedina thurgonalae Otte & Alexander, 1983
- Apedina tingha Otte & Alexander, 1983
- Apedina winbirris Otte & Alexander, 1983

Deze soorten komen voor in het noorden van Australië, in Kimberley en het Noordelijk Territorium, met uitzondering van Apedina tarcoolina die in Zuid-Australië voorkomt.